# Steffen-Straße
Die Steffen-Straße (englisch Steffen Strait) ist eine etwa zwei Kilometer breite und dreizehn Kilometer lange Meeresstraße, die im Distrikt Kavieng der Provinz New Ireland von Papua-Neuguinea liegt und die Bismarcksee mit dem Pazifischen Ozean verbindet.
Die Meeresstraße liegt inmitten einer Inselgruppe, während der deutschen Kolonialzeit Straßeninseln genannt, die sich zwischen den größeren Inseln Lavongai (deutsch Neuhannover, englisch New Hanover) und Neuirland befindet. Zu diesen Inseln gehören unter anderem Baudisson Island, Manne Island, Selapiu Island und Butei Island. Die Inseln liegen unmittelbar an der Meeresstraße und verengen diese auf eine Breite von nur knapp zwei Kilometern.
Ihren Namen erhielt die Meeresstraße 1875 von Georg von Schleinitz, dem ersten Landeshauptmann der Neuguinea-Kompanie in der späteren deutschen Kolonie. Namensgeber ist der durch einen Speerwurf von den Eingeborenen verwundete Obersteuermann Steffen. Bei ihrer vorigen Entdeckung 1767 durch den britischen Seefahrer und Entdecker Philipp Carteret erhielt die Meeresstraße den Namen Byronstraße, der heute für die Meerenge westlich von Selapiu verwendet wird.